# Норов, Дмитрий Автономович
Дмитрий Автономович (Автомонович, Автамонович, Артамонович) Норов (1730-27.01.1788) — российский государственный деятель.
Из древнего дворянского рода Норовых; его брат, Василий Автамонович — кавалергард, секунд-майор.
На службе с 1743 года: подполковник (1765); полковник, командир Ингерманландского карабинерного полка в турецкой войне 1768—1774 гг.
Генерал-майор и губернатор Слободской Украины с 10 июля 1775 года.
Генерал-поручик (1783); правитель Харьковского наместничества (1780—1788).
Был владельцем кирпичного завода в Харькове.
Погребен в с. Никольское близ Харькова.

## Награды
- орден Святой Анны (24.11.1780)

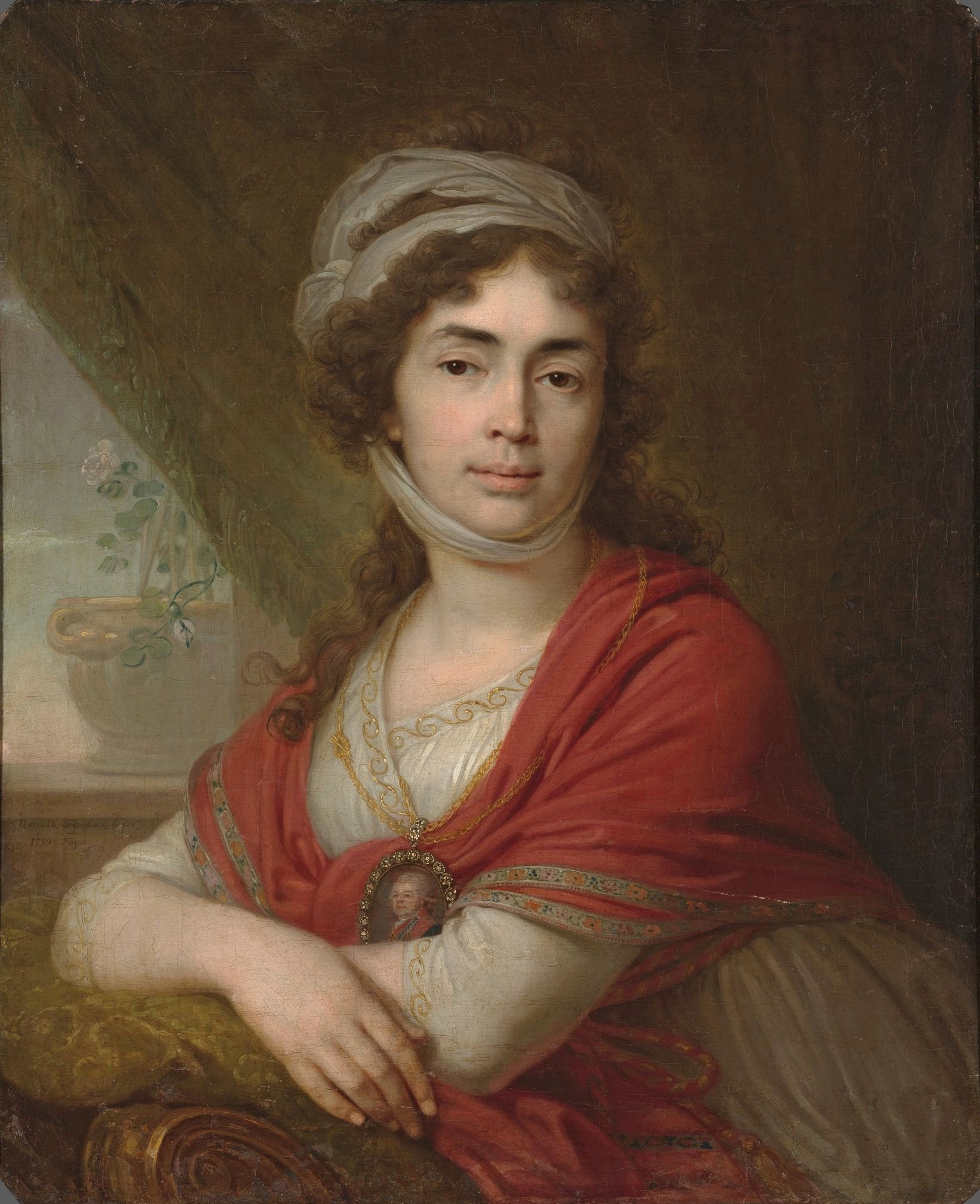
Мария Дмитриевна Норова (Дунина), портрет кисти Боровиковского.
На груди Норовой — медальон с изображением её отца.

- орден Святого Владимира 4-й степени
- орден Святого Владимира 2-й степени (получил от Екатерины II во время её пребывания в Харькове в 1787 году)
- орден Святого Георгия 4-й степени (26.11.1775)

## Дети
- Мария Дмитриевна Норова (Дунина) (ум. 10.01.1852)
- Елизавета Дмитриевна Норова (Злотницкая)
- Александр Дмитриевич Норов
- Екатерина Дмитриевна Норова (Донец-Захаржевская)